# Еластичність попиту за ціною
Еластичність попиту за ціною або цінова еластичність попиту на товар ({\displaystyle E_{d}}, ЕПЦ) є мірою того, наскільки чутлива кількість попиту на товар до його ціни. Коли ціна товару зростає, кількість попиту падає майже на будь-який товар, але для одних товарів він падає більше, ніж для інших. Цінова еластичність показує відсоток зміни обсягу попиту, коли відбувається підвищення ціни на один відсоток, при цьому все інше залишається незмінним. Якщо еластичність дорівнює −2, це означає, що зростання ціни на один відсоток призводить до зменшення попиту на два відсотки. Інші еластичності вимірюють, як змінюється величина попиту разом з іншими змінними (наприклад, еластичність попиту за доходом для змін доходу споживача).
Цінова еластичність від'ємна, за винятком особливих випадків. Якщо кажуть, що товар має еластичність 2, це майже завжди означає, що товар має еластичність −2 відповідно до формального визначення. Фраза «більш еластичний» означає, що еластичність товару має більшу величину без урахування знаку. Товари Веблена і Гіффена — це два класи товарів, які мають позитивну еластичність, рідкісні винятки із закону попиту. Кажуть, що попит на товар нееластичний, коли еластичність менша за одиницю за абсолютним значенням: тобто зміни ціни мають відносно невеликий вплив на кількість попиту. Попит на товар називається еластичним, якщо еластичність більше одиниці. Товар з еластичністю −2 має еластичний попит, оскільки кількість падає вдвічі більше, ніж зростання ціни; еластичність -0,5 вказує на нееластичний попит, оскільки кількісна реакція становить половину зростання ціни.
Виторг максимізується, коли ціна встановлюється так, щоб еластичність дорівнювала одиниці. Еластичність товару може бути використана для прогнозування поширеності (або «навантаження») податку на цей товар. Для визначення цінової еластичності використовуються різні методи дослідження, включаючи маркетингові дослідження, аналіз історичних даних про продажі та спільний аналіз.

## Визначення
Зміна попиту у відповідь на зміну ціни називається еластичністю попиту за ціною. Його також можна визначити як відношення відсоткової зміни кількості попиту до відсоткової зміни ціни конкретного товару. Формула коефіцієнта цінової еластичності попиту на товар виглядає так:
{\displaystyle E_{\langle p\rangle }={\frac {\Delta Q/Q}{\Delta P/P}}}
де {\displaystyle P} — це ціна товару, {\displaystyle \Delta P} — наскільки змінюється ціна, {\displaystyle Q} — кількість попиту на товар і {\displaystyle \Delta Q} — наскільки змінюється попит при такій зміні ціни. Іншими словами, можна сказати, що еластичність попиту за ціною — це відсоткова зміна попиту на товар через дану відсоткову зміну ціни. Наприклад, якщо кількість попиту впаде на 20 тонн з початкових 200 тонн після того, як ціна підвищиться на 5 доларів від початкової ціни в 100 доларів, тоді кількість попиту впала на 10 %, а ціна зросла на 5 %, тому еластичність дорівнює {\displaystyle (-10\%)/(+5\%)=-2}.
Еластичність попиту за ціною зазвичай від'ємна, оскільки кількість попиту падає, коли ціна зростає відповідно до «закону попиту». Два рідкісні класи товарів, еластичність яких перевищує 0 (споживачі купують більше, якщо ціна вища), це товари Веблена і Гіффена. Оскільки еластичність попиту за ціною є негативною для переважної більшості товарів і послуг (на відміну від більшості інших еластичностей, які приймають як додатні, так і негативні значення залежно від товару), економісти часто пропускають слово «негативний» або знак мінус і використовують цінову еластичність попиту як додатне значення (тобто в абсолютному вираженні). Якщо кажуть, що «Яхти мають еластичність два», то це означає, що еластичність дорівнює −2. Це може бути джерелом плутанини.
Кажуть, що товар має еластичний попит, залежно від його еластичності (> 1), нееластичний попит (< 1), або унітарний еластичний попит (= 1). Якщо попит еластичний, то величина попиту дуже чутлива до ціни, наприклад, коли підвищення ціни на 1 % призводить до зменшення кількості на 10 %. Якщо попит нееластичний, попит на товар відносно нечутливий до ціни, при цьому кількість змінюється менше відносно ціни. Якщо попит є унітарно еластичним, кількість зменшується точно на відсоток зростання ціни. Два важливі особливі випадки — це абсолютно еластичний попит (= ∞), де навіть невелике зростання ціни зменшує попит до нуля; і абсолютно нееластичний попит (= 0), коли зростання ціни залишає кількість незмінною. Наведену вище міру еластичності іноді називають еластичністю попиту на товар за власною ціною, тобто еластичністю попиту щодо власної ціни товару, щоб відрізнити її від еластичності попиту на цей товар стосовно на зміну ціни на якийсь інший товар, тобто на самостійний, доповнювальний або замінюючий товар. Цей тип еластичності з двома хорошими показниками називається перехресною еластичністю попиту за ціною. Якщо зростання ціни на бензин на 1 % призводить до зниження попиту на автомобілі на 0,5 %, то еластичність перехресної ціни дорівнює {\displaystyle E_{cg}^{d}=(-0{,}5\%)/(+1\%)=-0{,}5.}
У міру збільшення зміни ціни визначення еластичності стає менш надійним через комбінацію двох причин. По-перше, еластичність товару не обов'язково є постійною; вона змінюється в різних точках кривої попиту, оскільки зміна ціни на 1 % має кількісний ефект, який може залежати від того, висока початкова ціна чи низька. Всупереч поширеній помилковій думці, еластичність ціни не є постійною навіть уздовж лінійної кривої попиту, а змінюється вздовж кривої. Звичайно, нахил кривої лінійного попиту постійний, але еластичність може змінюватися, навіть, якщо {\displaystyle \Delta P/\Delta Q} є сталою. Існує нелінійна форма кривої попиту, вздовж якої еластичність є постійною: {\displaystyle P=aQ^{1/E}}, де {\displaystyle a} є сталою зсуву і {\displaystyle E} — це еластичність.
По-друге, відсоткові зміни не є симетричними; натомість відсоткова зміна між будь-якими двома значеннями залежить від того, яке з них вибрано як початкове, а яке як кінцеве. Наприклад, припустимо, що коли ціна зростає з 10 до 16 доларів, кількість падає зі 100 одиниць до 80. Це зростання ціни на 60 % і зниження кількості на 20 %, еластичність {\displaystyle (-20\%)/(+60\%)\approx -0{,}33} для цієї частини кривої попиту. Якщо ціна падає з 16 до 10 доларів, а кількість збільшується з 80 одиниць до 100, то зниження ціни становить 37,5 %, а збільшення кількості становить 25 %, еластичність {\displaystyle (+25\%)/(-37{,}5\%)=-0{,}67} для тієї ж частини кривої. Це приклад проблеми з номером індексу.
Для вирішення цих недоліків основної формули еластичності використовуються два уточнення визначення еластичності: дугова еластичність і точкова еластичність.

### Дугова еластичність
Дугова еластичність була запропонована Х'ю Далтоном. Вона дуже схожа на звичайну еластичність, але вона враховує проблему з нумерацією індексів. Дугова еластичність також розв'язує недолік асиметричності, коли еластичність залежить від того, яка з двох заданих точок на кривій попиту обрана як «початкова» точка, а яка — як «нова» для обчислення відсоткової зміни P і Q відносно середнього значення двох цін і середнього значення двох величин, а не просто зміни відносно однієї чи іншої точки. Грубо кажучи, вона описує «середню» еластичність для ділянки кривої фактичного попиту, тобто дуги кривої, між двома точками. В результаті ця міра відома як дугова еластичність, в даному випадку по відношенню до ціни товару. Дугова еластичність математично визначається як:
{\displaystyle E_{d}={\frac {\frac {P_{1}+P_{2}}{2}}{\frac {Q_{d_{1}}+Q_{d_{2}}}{2}}}\times {\frac {\Delta Q_{d}}{\Delta P}}={\frac {P_{1}+P_{2}}{Q_{d_{1}}+Q_{d_{2}}}}\times {\frac {\Delta Q_{d}}{\Delta P}}}
Цей метод обчислення цінової еластичності також відомий у математиці як «формула середніх точок», оскільки середня ціна та середня кількість є координатами середини прямої лінії між двома заданими точками. Ця формула є застосуванням методу середньої точки. Однак, оскільки ця формула неявно передбачає, що ділянка кривої попиту між цими точками є лінійною, чим більша кривина фактичної кривої попиту в цьому діапазоні, тобто, чим більше лінія відрізняється від прямої, тим гіршою буде це наближення її еластичності.

### Точкова еластичність
Точкова еластичність попиту використовується для визначення зміни попиту в межах тієї ж кривої попиту, в основному дуже невелика зміна попиту вимірюється за допомогою точкової еластичності. Один із способів уникнути описаної вище проблеми з точністю — мінімізувати різницю між початковою та кінцевою ціною та кількістю. Це підхід, застосований у визначенні точкової еластичності, який використовує диференціальне числення для обчислення еластичності для нескінченно малої зміни ціни та кількості в будь-якій даній точці на кривій попиту:
{\displaystyle E_{d}={\frac {\mathrm {d} Q_{d}}{\mathrm {d} P}}\times {\frac {P}{Q_{d}}}}
Іншими словами, вона дорівнює абсолютному значенню першої похідної кількості за ціною {\displaystyle {\frac {\mathrm {d} Q_{d}}{\mathrm {d} P}}} помноженій на ціну в точці (P) і поділену на її кількість (Qd). Однак точкова еластичність може бути обчислена, тільки, якщо відома формула для функції попиту {\displaystyle Q_{d}=f(P)}, тому може бути отримана похідна відносно ціни {\displaystyle {dQ_{d}/dP}}.
У термінах часткових похідних точкова еластичність попиту може бути визначена таким чином: нехай {\displaystyle \displaystyle x(p,w)} є попитом на товари {\displaystyle x_{1},x_{2},\dots ,x_{L}} як функція параметрів ціни і багатства, і нехай {\displaystyle \displaystyle x_{\ell }(p,w)} буде попитом на товар {\displaystyle \displaystyle \ell }. Еластичність попиту на товар {\displaystyle \displaystyle x_{\ell }(p,w)} щодо ціни {\displaystyle p_{k}} є
{\displaystyle E_{x_{\ell },p_{k}}={\frac {\partial x_{\ell }(p,w)}{\partial p_{k}}}\cdot {\frac {p_{k}}{x_{\ell }(p,w)}}={\frac {\partial \log x_{\ell }(p,w)}{\partial \log p_{k}}}}

## Історія

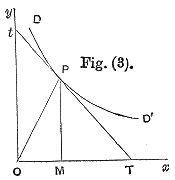
Ілюстрація, яка супроводжувала визначення еластичності запропоноване Маршаллом, відношення PT до Pt

Разом з концепцією економічного коефіцієнта «еластичності» Альфреду Маршаллу приписують визначення «еластичності попиту» в «Принципах економіки», опублікованих 1890 року. Альфред Маршалл запропонував цінову еластичність попиту лише через чотири роки після того, як винайшов концепцію еластичності. Він використав базове створення кривої попиту за Курно, щоб отримати рівняння еластичності попиту за ціною. Він описав еластичність попиту за ціною так: «І ми можемо сказати загалом: еластичність (або чутливість) попиту на ринку велика чи мала залежно від того, як сума попиту збільшується багато або мало при заданому падінні ціни та зменшується багато або мало при заданому зростанні ціни». Він пояснює це, оскільки «єдиний універсальний закон щодо бажання людини до товару полягає в тому, що воно зменшується… але це зменшення може бути повільним або швидким. Якщо воно є повільним… то невелике падіння ціни спричинить порівняно велике збільшення його покупок. Але якщо воно швидке, невелике падіння ціни спричинить незначне збільшення його покупок. У першому випадку… еластичність його бажань, можна сказати, велика. В останньому випадку… еластичність його попиту мала». З точки зору математики, Маршалівська ЕПЦ була заснована на визначенні точкової ціни з використанням диференціального числення для розрахунку еластичності.

## Чинники
Вирішальним фактором у визначенні еластичності є готовність і здатність споживачів після зміни ціни відкласти негайні рішення щодо споживання, що стосуються товару, і шукати замінників («почекати і подивитися»). Таким чином, на еластичність попиту на товар може впливати ряд чинників:
Наявність товарів-замінниківЧим більше і ближче доступних замінників, тим більш ймовірною буде еластичність, оскільки люди можуть легко переходити з одного товару на інший, навіть якщо зміна ціни буде незначною; Існує сильний ефект заміщення. Якщо ж близьких замінників немає, то ефект заміщення буде невеликим, а попит нееластичним.
Широта вжитку товаруЧим більш поширеним є вжиток товару (або послуги), тим нижче еластичність. Наприклад, риба та чипси компанії X мають тенденцію мати відносно високу еластичність попиту, якщо доступна значна кількість замінників, тоді як продукти харчування загалом мають надзвичайно низьку еластичність попиту, оскільки замінників їм не існує.
Відсоток доходуЧим вищий відсоток доходу споживача відповідає ціни товару, тим вищою, як правило, є еластичність, оскільки при купівлі такого товару люди будуть приділяти більше уваги через його високу вартість; Ефект доходу є значним. Коли товари становлять лише незначну частину бюджету, ефект доходу буде незначним, а попит нееластичним.
НеобхідністьЧим більш необхідний товар, тим нижча його еластичність, оскільки люди намагатимуться купити його незалежно від ціни, як, наприклад, інсулін для тих, хто має в ньому потребу.
ТривалістьДля більшості товарів чим довше зберігається підвищена ціна, тим вищою, ймовірно, буде еластичність, оскільки все більше споживачів знайдуть час і бажання на пошуки замінників. Наприклад, коли ціни на паливо раптово зростають, споживачі все ще можуть заповнити свої порожні баки в короткостроковій перспективі, але коли ціни залишаться високими протягом кількох років, більше споживачів зменшать свій попит на паливо, перейшовши на спільне користування або громадський транспорт, або будуть інвестувати в транспортні засоби з більшою економією палива або знайдуть інші способи економії. Однак це не стосується споживчих товарів тривалого користування, таких як самі автомобілі; зрештою, у споживачів може виникнути необхідність замінити свої нинішні автомобілі, тому можна було б очікувати, що попит буде менш еластичним.
Лояльність до бренду
Прихильність до певного бренду — або через традиції, або через власні мотиви — може подолати чутливість до змін цін, що призведе до більш нееластичного попиту.
Хто платитьЯкщо покупець не сплачує безпосередньо за споживані товари, наприклад, це можуть бути корпоративні витрати, то, ймовірно, попит буде менш еластичним.
Наявність звикання
Товари, що викликають більшу залежність, як правило, мають нееластичний ЕПЦ (абсолютне значення ЕПЦ < 1). Прикладами таких є сигарети, героїн та алкоголь. Це пов'язано з тим, що споживачі розглядають такі товари як предмети першої необхідності і тому змушені купувати їх, незважаючи навіть на значні зміни цін.

## Відношення до граничного доходу
Виконується таке рівняння:
{\displaystyle R'=P\,\left(1+{\dfrac {1}{E_{d}}}\right)}
де
R′ — граничний дохід
P — ціна
Доведення:
TR = R = загальний дохід
{\displaystyle R'={\frac {\partial TR}{\partial Q}}={\frac {\partial }{\partial Q}}(P\,Q)=P+Q\,{\frac {\partial P}{\partial Q}}}
{\displaystyle E_{d}={\dfrac {\partial Q}{\partial P}}\cdot {\dfrac {P}{Q}}\Rightarrow E_{d}\cdot {\frac {Q}{P}}={\frac {\partial Q}{\partial P}}\Rightarrow {\frac {P}{E_{d}\cdot Q}}={\frac {\partial P}{\partial Q}}}
{\displaystyle R'=P+Q\cdot {\frac {P}{E_{d}\cdot Q}}=P\,\left(1+{\frac {1}{E_{d}}}\right)}
На графіку як із кривою попиту, так і з кривою граничного доходу, попит буде еластичним за всіх величин, де граничний дохід додатний. Попит є еластичним за одиницями в тій кількості, де граничний дохід дорівнює нулю. Попит нееластичний за будь-якої величини, де граничний дохід від'ємний.

## Вплив на загальний дохід

На графіках показано співвідношення між попитом і доходом (PQ) для конкретного випадку лінійної кривої попиту. Коли ціна знижується в еластичному діапазоні, дохід зростає, але в нееластичному діапазоні дохід падає. Дохід найвищий при кількості, де еластичність дорівнює 1.

Фірма, яка розглядає зміну ціни, повинна знати, як вплине зміна ціни на загальний дохід. Дохід є просто добутком ціни за одиницю на кількість:
{\displaystyle {\text{Revenue}}=PQ_{d}}
Як правило, будь-яка зміна ціни матиме два наслідки:
Ефект ціниДля нееластичних товарів збільшення ціни за одиницю буде мати тенденцію до збільшення доходу, а зниження ціни — до зменшення доходу. (Ефект є зворотним для еластичних товарів.)
Ефект кількостіЗбільшення ціни за одиницю, як правило, призведе до меншої кількості проданих одиниць, тоді як зниження ціни за одиницю, як правило, призведе до збільшення кількості проданих одиниць.
Для нееластичних товарів через обернений характер зв'язку між ціною та кількістю попиту (тобто закон попиту) ці два ефекти впливають на загальний дохід у протилежних напрямках. Але вирішуючи, підвищувати чи знижувати ціни, фірма повинна знати, яким буде загальний ефект. Еластичність дає відповідь: відсоткова зміна загального доходу приблизно дорівнює відсотковій зміні обсягу попиту плюс відсоткова зміна ціни. (Одна зміна буде позитивною, інша негативною). Відсоткова зміна кількості пов'язана з відсотковою зміною ціни за еластичністю: отже, відсоткову зміну доходу можна розрахувати, знаючи лише еластичність і відсоткову зміну ціни.
В результаті співвідношення між еластичністю та доходом можна описати для будь-якого товару:
- Коли еластичність попиту за ціною на товар абсолютно нееластична (Ed = 0), зміни ціни не впливають на кількість попиту на товар; підвищення цін завжди призведе до збільшення загального доходу. Сюди можна віднести товари, необхідні для виживання; Раціональна людина буде готова заплатити будь-яку ціну за товар, якщо альтернативою є смерть. Наприклад, людина в пустелі, коли вона слабка і гине від зневоднення, легко віддасть всі гроші в гаманці, скільки б їх не було, за пляшку води, бо інакше помре. Попит не залежить від ціни.
- Коли еластичність попиту за ціною відносно нееластична (−1 < Ed < 0), відсоткова зміна величини попиту менша, ніж у ціні. Отже, коли ціна підвищується, загальний дохід зростає, і навпаки.
- Коли еластичність попиту за ціною є одиничною (або унітарною) еластичною (Ed = −1), відсоткова зміна кількості попиту дорівнює зміні ціни, тому зміна ціни не вплине на загальний дохід.
- Коли еластичність попиту за ціною є відносно еластичною (−∞ < Ed < −1), відсоткова зміна кількості попиту є більшою, ніж у ціні. Отже, коли ціна підвищується, загальний дохід падає, і навпаки.
- Коли еластичність попиту за ціною є абсолютно еластичною (Ed є −∞), будь-яке збільшення ціни, незалежно від того, наскільки воно незначне, призведе до зниження попиту на товар до нуля. Отже, коли ціна підвищується, загальний дохід падає до нуля. Така ситуація характерна для товарів, вартість яких визначена законом (наприклад, фіатна валюта); якби п'ятидоларову купюру продали за щось більше ніж за п'ять доларів, ніхто б її не купив, отже, попит дорівнює нулю (припускається, що на купюрі немає одруку чи чогось іншого, що могло б спричинити її власну цінність).

Отже, як показує супровідна діаграма, загальний дохід максимізується при комбінації ціни та кількості попиту, де еластичність попиту є унітарною.
Важливо розуміти, що цінова еластичність попиту не обов'язково є постійною в усіх діапазонах цін. Лінійна крива попиту на супровідній діаграмі показує, що зміни ціни також змінюють еластичність: еластичність ціни різна в кожній точці кривої.

## Вплив на оподаткування

Коли попит є більш нееластичним, ніж пропозиція, споживачі будуть нести більшу частку податкового тягаря, ніж виробники.

Еластичність попиту в поєднанні з еластичністю пропозиції за ціною (ЕПрЦ) можна використовувати, щоб оцінити, де падає «навантаження» податку на одиницю товару, або щоб передбачити, де впаде попит, якщо податок буде введено. Наприклад, коли попит абсолютно нееластичний, за визначенням споживачі не мають альтернативи придбанню товару чи послуги, якщо ціна зростає, тому кількість попиту залишається постійною. Отже, постачальники можуть підвищити ціну на повну суму податку, який споживач буде сплачувати повністю. У протилежному випадку, коли попит є абсолютно еластичним, за визначенням, споживачі мають багато можливостей скористатися альтернативними варіантами і тому, якщо ціна зросте, вони повністю припиняють купувати відповідний товар або послугу — кількісно попит впаде до нуля. В результаті фірми не можуть перекласти будь-яку частину податку за рахунок підвищення цін, тож вони будуть змушені сплачувати все самі.
На практиці попит, ймовірно, буде лише відносно еластичним або відносно нееластичним, тобто десь між крайніми випадками ідеальної еластичності або нееластичності. У більш загальному випадку, чим вища еластичність попиту порівняно з ЕПрЦ, тим важчим буде тягар для виробників; навпаки, чим більш нееластичний попит порівняно з пропозицією, тим більшим буде навантаження на споживачів. Загальний принцип полягає в тому, що сторона (тобто, споживачі чи виробники), яка має менше можливостей уникнути сплати податку завдяки спроможності перейти на альтернативні варіанти, нестиме більшу частку податкового тягаря. Зрештою, весь податковий тягар несуть окремі домогосподарства, оскільки вони є кінцевими власниками засобів виробництва, які використовує фірма (див. модель кругових потоків).
ЕПЦ і ЕПрЦ також можуть вплинути на безповоротні втрати, пов'язані з податковим режимом. Коли ЕПЦ чи ЕПрЦ або обидва одночасно нееластичні, безповоротні втрати нижчі, ніж у порівнянному сценарії з вищою еластичністю.

## Оптимальна ціна
Серед найбільш поширених застосувань еластичності ціни є визначення цін, які максимізують дохід або прибуток.

### Постійна еластичність і оптимальна ціна
Якщо для моделювання змін використовується точкова еластичність попиту в обмеженому діапазоні цін, то еластичність неявно вважається постійною щодо ціни в обраному діапазоні цін. Рівняння, яке визначає цінову еластичність для одного товару, можна переписати (опускаючи другорядні змінні) як лінійне рівняння.
{\displaystyle LQ=K+E\times LP}
де
{\displaystyle LQ=\ln(Q),LP=\ln(P),E} — еластичність, і {\displaystyle K} є константою.
Аналогічно, рівняння для перехресної еластичності для {\displaystyle n} продуктів можна записати як систему {\displaystyle n} лінійних рівнянь.
{\displaystyle LQ_{l}=K_{l}+E_{l,k}\times LP^{k}}
де
{\displaystyle l} та {\displaystyle k=1,\dotsc ,n,LQ_{l}=\ln(Q_{l}),LP^{l}=\ln(P^{l})}, і {\displaystyle K_{l}} є константами; і поява літерного індексу як верхнього і нижнього індексу в одному терміні означає взяття суми за цим індексом.
Ця форма рівнянь показує, що точкова еластичність, яка вважається постійною в діапазоні цін, не може визначити, які ціни генерують максимальні значення {\displaystyle \ln(Q)}; так само вони не можуть передбачити ціни, які генерують максимум {\displaystyle Q} або максимальний дохід.
За умови сталої еластичності можна передбачити оптимальне ціноутворення лише шляхом обчислення точкової еластичності в кількох точках, щоб визначити ціну, в якій еластичність дорівнює −1 (або, для кількох товарів, набір цін, при якому точкова матриця еластичності є від'ємною одиничною матрицею).

### Непостійна еластичність і оптимальна ціна
Якщо визначення цінової еластичності розширити, щоб отримати квадратичне співвідношення між одиницями попиту ({\displaystyle Q}) і ціни, то можна обчислити ціни, які максимізують {\displaystyle \ln(Q)}, {\displaystyle Q}, і дохід. Фундаментальне рівняння для одного товару стає
{\displaystyle LQ=K+E_{1}\times LP+E_{2}\times LP^{2}}
і відповідне рівняння для кількох товарів стає
{\displaystyle LQ_{l}=K_{l}+E1_{l,k}\times LP^{k}+E2_{l,k}\times (LP^{k})^{2}}
Доступні моделі Excel, які обчислюють постійну еластичність і використовують непостійну еластичність для оцінки цін, які оптимізують дохід або прибуток для одного товару або кількох товарів.

### Обмеження стратегій максимізації доходу
У більшості ситуацій, наприклад з ненульовими змінними витратами, ціни, що максимізують дохід, не максимізують прибуток. Для цих ситуацій більш доцільним є використання методів максимізації прибутку.

## Еластичність за ціною для деяких товарів
Для розрахунку еластичності ціни в реальному житті використовуються різні методи дослідження, включаючи аналіз історичних даних про продажі, як державних, так і приватних, а також використання сучасних опитувань уподобань клієнтів для проведення маркетингових досліджень, здатних моделювати такі зміни. Як альтернативу можна використовувати спільний аналіз (ранжування уподобань користувачів, яке потім можна статистично проаналізувати). Приблизні оцінки цінової еластичності можуть бути розраховані з еластичності попиту за прибутком за умови незалежності вподобань. Цей підхід був емпірично підтверджений за допомогою наборів товарів (наприклад, харчування, охорона здоров'я, освіта, відпочинок тощо).
Хоча еластичність для більшості товарів змінюється в залежності від ціни, їх можна моделювати припускаючи що еластичність є сталою. Використовуючи цей метод, далі наведено еластичність для різних товарів, які використовуються для ілюстрації описаної вище теорії. Щоб отримати пропозиції щодо того, чому ці товари та послуги можуть мати наведену еластичність, дивіться вище розділ про чинники цінової еластичності.
| - Сигарети (США) - −0.3 до −0.6 (Загалом) - −0.6 до −0.7 (Молодь) - Алкогольні напої (США) - −0.3 або −0.7 до −0.9 станом на 1972 рік (Пиво) - −1.0 (Вино) - −1.5 (Спиртні напої) - Подорожі літаком (США) - −0,3 (Перший клас) - −0,9 (Знижка) - −1,5 (Для мандрівників із комфортом) - Тваринництво - −0.5 до −0.6 (Курчата-бройлер) - Нафта (Світ) - −0,4 - Автомобільне паливо - -0,09 (коротка перспектива) - -0,31 (довготривала) - -0,085 до -0,13 (нелінійна зміна ціни в короткостроковому періоді для Саудівської Аравії в 2013 р.) - Медицина (США) - −0,31 (Медичне страхування) - −0.03 до −0.06 (Відвідування педіатра) - Патенти - −0.30 до −0.50 - Рис - −0,47 (Австрія) - −0,80 (Бангладеш) - −0,80 (Китай) - −0,25 (Японія) - −0,55 (США) | - Відвідування кінотеатрів (США) - −0,87 (Загальне) - Живе виконавське мистецтво (театр тощо) - −0.4 до −0.9 - Транспорт - −0.20 (Подорожі автобусом, США) - −2.80 (Компактний автомобіль Форд) - −0.52 (Приміська парковка) - Канабіс (США) - −0.655 - Солодкі напої - −0.8 до −1.0 (загалом) - −3.8 (Кока-кола) - −4.4 (Mountain Dew) - Steel - −0.2 до −0.3 - Телекомунікації - −0.405 (Мобільні) - −0.434 (Широкосмуговий доступ) - Яйця - −0.1 (США: Тільки домогосподарства) - −0.35 (Канада) - −0.55 (Південна Африка) - Гольф - −0.3 до −0.7 - Університетська освіта - близько 0 |

## Дивитися також
- Дугова еластичність[en]
- Перехресна еластичність попиту[en]
- еластичність попиту за доходом
- Еластичність пропозиції за ціною[en] (ЕПрЦ)
- Попит і пропозиція